# Вербализм (психологический синдром)
Вербали́зм (от лат. verbalis — словесный) — психологический синдром, который может сложиться в дошкольном возрасте. Заключается в резком преобладании развития вербальной (речевой) сферы над другими сторонами психического развития ребенка.
Вербализм – это употребление слов, за которыми не скрывается никакого смысла, содержания, значение которых остается пустым.
Впервые вербализм был описан Л. С. Выготским при изучении детей с умственной отсталостью, также вербализмом могут страдать дети с глубокими нарушениями зрения, но он может сформироваться и у нормального ребёнка. А. Л. Венгер включает его, наряду с интеллектуализмом и синдромом сужения сферы деятельности, в разряд синдромов, характеризующихся дисгармоничностью психического развития. Для вербализма характерен значительно более серьёзный дисбаланс, чем для интеллектуализма: поскольку недостаточное развитие получает не только эмоциональная сфера, но также и мышление: как образное, так и логическое.
Вербализм обычно формируется с раннего детства и связан с особенностями воспитания. Некоторые родители серьёзно переоценивают важность развития речи, считают её главным или даже единственным показателем умственного развития ребёнка. С раннего возраста большое внимание уделяется разучиванию стихов, расширению словарного запаса, развитию «эрудиции»; в дальнейшем ребёнка как можно раньше стараются научить чтению, счёту (названиям цифр и чисел); в некоторых случаях — также и письму. При этом обычным «детским» занятиям, таким как, например, сюжетные игры, конструирование из кубиков, лепка, рисование — внимания уделяется гораздо меньше, да и времени на них может не оставаться. А в этом возрасте именно они в первую очередь необходимы для развития и мышления, и эмоциональной сферы.
В качестве иллюстрации вербализма А. Л. Венгер с соавторами приводит пример психологического обследования 5-летнего ребёнка из старшей группы детского сада, мама которого считала его исключительно умным для своего возраста и гордилась его умением считать до ста. Ребёнок начал уверенно произносить: «Один, два, три, четыре…», — но когда ему предложили выяснить, сколько спичек лежит на столе (там было выложено 20 спичек), он смог ответить только «Много». Ему не удалось их пересчитать даже после демонстрации, как это делается путём перекладывания по одной спичке в другую кучку — поскольку он произносил числа медленнее, чем перекладывал спички, причём сразу по несколько штук.
Такие дети хорошо и бойко говорят, могут правильно использовать сложные грамматические конструкции. Некоторые из них уверенно отвечают на разные вопросы — за счёт большого словарного запаса и умения воспроизвести услышанное ранее от взрослых. Это часто привлекает одобрительное внимание взрослых, которым ребёнок может казаться развитым не по годам и даже вундеркиндом. Такое их отношение может способствовать дальнейшему усугублению сложившегося перекоса в развитии и тем самым укреплению вербализма. Всё больше на первый план выходит вербальное общение ребёнка со взрослыми в ущерб его участию в практической деятельности, в играх с другими детьми. Общение со сверстниками может нарушаться как в связи с незрелостью эмоциональной сферы, так и по причине отсутствия общих интересов.

## Обучение в младшей школе
Самое первое время такие дети, как правило, бывают успешны — в той мере, в какой от них требуется простое воспроизведение полученных сведений. Трудности, чем дальше, тем более серьёзные, появляются по мере усложнения задач, которые ставит школа перед ребёнком. Проявляются несформированность мышления, неспособность к организации собственных действий. Нередко вербализм приводит к выраженной неравномерности школьных достижений: такие дети могут хорошо читать, уметь развёрнуто отвечать на вопросы, но испытывать значительные затруднения с заданиями по математике: в большей степени с задачами, в меньшей — с вычислительными примерами.

## Психологическая помощь
Вербализм требует серьёзного коррекционного вмешательства. В школьном возрасте он трудно поддается коррекции. Нужно возвращаться к «дошкольным» видам деятельности (например, игре, конструированию, рисованию), заполняя «пустоты» в детском развитии, накопившиеся за долгое время. Но это следует делать на несколько более «взрослом» уровне — учитывая путь, который прошло за эти годы развитие ребёнка. В подростковом и юношеском возрасте также важна правильная профориентация.